# Prostitución en Surinam

Prostitución en Sudamérica. En rojo, el modelo prohibicionista, por el que la prostitución y toda actividad relacionada con ella es ilegal, al que pertenece Surinam.

La prostitución en Surinam es ilegal pero está muy extendida y las leyes rara vez se aplican. La trata de seres humanos y la prostitución infantil son problemas en el país. Las prostitutas son conocidas localmente como «motyo». ONUSIDA calcula que hay más de 2 200 prostitutas en el país.
Aunque la prostitución es ilegal, el país concede permisos de trabajo temporales a las prostitutas inmigrantes que pasan por Surinam de camino a otro país.
Las prostitutas suelen alquilar habitaciones en hoteles y captar clientes en el bar del hotel o fuera de él.

## Cumplimiento de la ley
En general, pese a su ilegalidad, la prostitución se tolera y las leyes que la prohíben no se hacen cumplir. Las leyes que tienden a aplicarse, al menos en cierta medida, son las que prohíben la trata de seres humanos, la prostitución infantil y la prostitución fuera de las zonas toleradas extraoficialmente.
Los burdeles suelen tolerarse a menos que haya problemas o si las mujeres trabajan allí contra su voluntad. La policía visita regularmente los burdeles y puede actuar como intermediaria en las disputas entre las prostitutas y los propietarios de los burdeles. En ocasiones, la policía trabaja como «asesora» de los burdeles y ayuda a conseguir visados de trabajo para las mujeres.

### Segunda Guerra Mundial
Durante la Segunda Guerra Mundial, soldados estadounidenses fueron destinados a Surinam para proteger la vital industria de la bauxita y construir una base aérea en Zanderij, que constituye el actual Aeropuerto Internacional Johan Adolf Pengel. Había preocupación por las enfermedades de transmisión sexual. En 1942, en previsión de la visita de la princesa Juliana de los Países Bajos, todas las prostitutas fueron internadas en Katwijk. Fueron liberadas en 1944, cuando los soldados estadounidenses fueron sustituidos por soldados de Puerto Rico.

## Barrios rojos
En la capital, Paramaribo, el barrio rojo se encuentra en la zona de Watermolenstraat, Timmermanstraat, Hoek Hogestraat, Zwartenhovenbrugstraat y Crommelinstraat. Estas calles son conocidas por sus paseantes callejeros. Las trabajadoras del sexo, principalmente de Guyana, son totalmente visibles y ejercen su trabajo con relativa tranquilidad.

## Minería de oro
En el interior de Surinam hay varias minas de oro, donde trabajan muchos hombres, sobre todo brasileños. En estas áreas se han concentrado un gran número de prostitutas para atender las necesidades de los mineros. Hay muchas mujeres extranjeras que vienen a trabajar en los campos de oro (brasileñas, dominicanas, guyanesas y francesas), así como prostitutas nativas de Surinam. Las prostitutas brasileñas pueden ganar tres veces más en la zona minera que en su país. Algunas mujeres aceptan el pago en pepitas de oro. Hay pruebas de prostitución infantil en la zona.
Las prostitutas suelen vivir en «campamentos de mujeres», una serie de cabañas, cerca de los campamentos mineros, donde viven y reciben a sus clientes. También hay algunos bares alrededor de los campamentos mineros; las prostitutas de estos bares suelen ser contratadas y empleadas por el propietario. Algunos mineros tienen una prostituta como «esposa temporal» durante un periodo de 3 meses. Las mujeres se ocupan de las necesidades domésticas y sexuales del minero. Este acuerdo suele realizarse a través de un capataz minero que recluta y paga a mujeres de Brasil a cambio del 10 % del salario del minero.
En 2011, el gobierno introdujo un plan para registrar a todos los trabajadores de las zonas mineras, incluidas las trabajadoras sexuales. El objetivo era permitir al gobierno recaudar impuestos de los trabajadores.

## Tráfico sexual
Surinam es país de destino y tránsito de hombres, mujeres y niños víctimas de la trata transnacional con fines de explotación sexual comercial y trabajos forzados. También es un país de origen de niñas surinamesas menores de edad, y cada vez más de niños, víctimas del tráfico interno con fines de explotación sexual. Algunos de estos niños son introducidos en el comercio sexual en torno a los campamentos mineros de oro del interior del país. Niñas y mujeres extranjeras de Guyana, Brasil, República Dominicana y Colombia son objeto de trata en Surinam con fines de explotación sexual comercial; algunas transitan por Surinam de camino a Europa.
Según el «Informe sobre la trata de personas», algunas mujeres chinas ejercen la prostitución en salones de masaje y burdeles de Surinam.
En 2017, la Oficina de Vigilancia y Lucha contra la Trata de Personas del Departamento de Estado de los Estados Unidos clasificó a Surinam como país de "nivel 2". No obstante, con el paso de los años, el país consiguió mejorar su situación, cambiando, a fecha de 2024, su situación, reduciéndose a país de "nivel 1".